# Dino Ziglio
Dino Ziglio (1911 – 2001) è stato un politico italiano, sindaco di Trento dal 1948 al 1951.

## Biografia
Commercialista e politico della Democrazia Cristiana, è stato assessore supplente nella giunta del comune di Trento di Tullio Odorizzi, dopo le elezioni del 18 gennaio 1948. In seguito alle dimissioni di Odorizzi, per candidarsi alle elezioni regionali, Ziglio il 19 ottobre 1948 è stato eletto sindaco, carica che ha ricoperto fino al 13 giugno 1951.
Nel 1949 è stato socio fondatore del Rotary Club Trento. Dal 1952 al 1976 è stato presidente della Cassa di risparmio di Trento e Rovereto (Caritro). Nel 1960 fece acquistare all'Istituto la Venere che scherza con due colombe di Francesco Hayez, di proprietà marchesa Lorenza Crispolti Parisi, per evitare che l'opera lasciasse Trento.